# Оксид йоду(V)
Сксид йоду(V) (пентоксид дийоду, йодний ангідрид) — бінарна неорганічна сполука йоду і кисню з формулою I2O5, безбарвні кристали, темніють на світлі через розкладання, дуже гігроскопічні, добре розчинні у воді.
Цей оксид йоду є ангідридом йодатної кислоти та одним із небагатьох стабільних оксидів йоду. Його отримують дегідратацією йодатної кислоти при 200 °C у потоці сухого повітря:
2HIO3 → I2O5 + H2O

Пентоксид йоду може легко окиснювати монооксид вуглецю за нормальних умов, відновлюючись при цьому до вільного йоду (I2), який є легко помітним через свій колір. Цю реакцію можна використовувати для виявлення монооксиду вуглецю.
5 CO + I2O5 → I2 + 5 CO2